# Віана-де-Дуеро
Віана-де-Дуеро (ісп. Viana de Duero) — муніципалітет в Іспанії, у складі автономної спільноти Кастилія-і-Леон, у провінції Сорія. Населення — 64 особи (2010).
Муніципалітет розташований на відстані близько 160 км на північний схід від Мадрида, 25 км на південь від Сорії.
На території муніципалітету розташовані такі населені пункти: (дані про населення за 2010 рік)
- Ла-Мілана: 8 осіб
- Моньюкс: 8 осіб
- Пердісес: 16 осіб
- Віана-де-Дуеро: 32 особи
- Баньєль: 0 осіб

## Демографія
Динаміка населення (INE ):

## Галерея зображень

Розташування муніципалітету Віана-де-Дуеро